# Lijst van spelers van DOSKO
Dit is een lijst van voetballers die minimaal één officiële wedstrijd hebben gespeeld in het eerste elftal van de Nederlandse voormalig betaaldvoetbalclub DOSKO.

## B
- Piet Barten
- Rinus Bennaars
- Wim Bennaars
- Huib Bolman

## E
- Gerard van Engelen

## H
- Cor Hendrickx
- Cees Hendrikx
- Fred Hoed
- J. Hoek

## J
- Ferry Jansen

## K
- Gudofridus Kaan
- Leo Keijzer
- Frits de Kok

## L
- Piet Lambrechts

## M
- Christ Machielsen
- Cor Machielsen
- Hein Mollen
- Van Mourik

## N
- Piet Niesse

## O
- Jac Oosterwaal
- Louis Overbeeke

## P
- Cor Passier
- Proost
- Ad Proost

## S
- Arie Schinkel
- Anton Schuurbiers
- Han Schuurbiers
- Jac Schuurbiers
- Jan Schuurbiers

## V
- Piet Vonk

## W
- Jan van de Watering